# Флауэрс, Роналдо
Роналдо Флауэрс (англ. Ronaldo Flowers; род. 9 марта 2003) — антигуанский футболист, полузащитник «Виллы Лайонс» и сборной Антигуа и Барбуды.

## Биография
Роналдо Флауэрс родился 9 марта 2003 года.
Играет в футбол на позиции полузащитника. С 2018 года выступает в чемпионате Антигуа и Барбуды за «Виллу Лайонс» из Сент-Джонса. В сезоне-2018/19 играл в высшем эшелоне и остался в команде, после того как она вылетела во второй эшелон.
Играл за юношескую сборную Антигуа и Барбуды. С 2019 года выступает за главную сборную страны. Дебютным для Флауэрса стал домашний поединок Лиги наций КОНКАКАФ против Гайаны (2:1), в котором он вышел на замену на 76-й минуте.

## Статистика

### Матчи за сборную Антигуа и Барбуды по футболу
| № | Дата            | Соперник  | Счёт    | Мячи | Соревнование                           |
| 1 | 11 октября 2019 | Гайана    | 2:1 (д) | —    | Лига наций КОНКАКАФ. Отборочный турнир |
| 2 | 21 ноября 2019  | Гватемала | 0:8 (г) | —    | Товарищеский матч                      |
| 3 | 8 июня 2021     | Сальвадор | 0:3 (г) | —    | Чемпионат мира. Отборочный турнир      |